# Kopenhagener Straße
Die Kopenhagener Straße im Berliner Ortsteil Prenzlauer Berg verläuft von der Schönhauser Allee im Osten bis zur Schwedter Straße. Am 30. April 1899 erhielt die damalige Straße Nr. 18, Abt. XI des Bebauungsplans ihren heutigen Namen. 

## Beschreibung
Die Straße hat eine Länge von rund 800 Metern und zählt 61 Mehrfamilienhäuser sowie vier Kinderspielplätze. Bis auf vier Neubauten entstanden sämtliche Wohnbauten zwischen 1900 und 1910, in der Zeit des Jugendstils, was in der Bauweise und Ornamentik – soweit die großteils entstuckten Fassaden dies noch zeigen – zum Tragen kommt. Von Ost nach West mündet zuerst die Rhinower Straße in die Kopenhagener Straße, danach die Sonnenburger Straße, die Ystader Straße, und zuletzt endet die Kopenhagener Straße an der Schwedter Straße am Mauerpark.
Bis 1945 befand sich nördlich der Kreuzung Sonnenburger Straße eine den Ringbahngraben kreuzende Straßenbrücke, das einzige komplett von – dem ansonsten als Architekt der BVG für viele Untergrundbahnhöfe und Bahnbauwerke bekannten – Alfred Grenander in Berlin realisierte Brückenbauwerk. Sie wurde durch die Trümmer des Hauses Kopenhagener Straße 17, das am 3. Februar 1945 bei einem alliierten Luftangriff von einer Luftmine getroffen wurde, beschädigt und später durch eine leicht nach Osten versetzte provisorische Fußgängerbrücke ersetzt. Parallel zu dieser Fußgängerbrücke verläuft etwas weiter westlich eine Rohrbrücke der Berliner Wasserbetriebe.
Auffälligstes Bauwerk der Straße ist das Umspannwerk Humboldt in der Kopenhagener Straße 61 (an der Ecke Sonnenburger Straße). Es wurde zwischen 1924 und 1926, nach Entwürfen des bedeutenden Industriearchitekten Hans Heinrich Müller, errichtet. Seit der Stilllegung 1993 unterlag es unterschiedlichen Nutzungen, u. a. beherbergte die Phasenschieberhalle von 2000 bis 2004 eine Dependance des Vitra Design Museums, anschließend wurde das gesamte Gebäude, bis 2014, von einem Online-Versandhandel genutzt.
Das Umspannwerk steht ebenso wie die Gebäudeadressen 71–78 unter Denkmalschutz. Am westlichen Ende der Kopenhagener Straße befindet sich der Kinderbauernhof Prenzlauer Berg Moritzhof.
Nach der deutschen Wiedervereinigung wurde ein Großteil der Häuser saniert, jedoch behielt die Kopfsteinpflasterstraße ihre ruhige Lage. Deswegen wurde die Kopenhagener Straße als Drehort für mehrere DDR-Nostalgie-Filme gewählt, unter anderem für die Filme Das Leben ist eine Baustelle, Der Rote Kakadu, Sommer vorm Balkon, Männerherzen sowie für die Fernsehserie Weissensee. Bereits 1979 war in der Kopenhagener Straße 13 mit Solo Sunny einer der bekanntesten DEFA-Filme gedreht worden. 
Etwa die Hälfte der Anwohner lebten schon vor der politischen Wende in der Straße oder anderswo in Ost-Berlin. Außer den prägenden bildenden Künstlern sind zahlreiche Schauspieler, Schriftsteller und Architekten in der Straße ansässig oder tätig. Hinzugezogen sind vor allem Westdeutsche und europäische Ausländer. Eine Studie von Geografen der Humboldt-Universität zählt 45 Kulturschaffende in der Straße. 
In der Kopenhagener Straße befinden sich der Mittwochsclub und ein koreanisches Teehaus (Hausnummer 14), daneben aber auch weitere Restaurants, Kneipen und sonstiges Kleingewerbe.

## Gedenktafel
Dem deutschen Widerstandskämpfer Hermann Tops (1897–1944) aus der Gruppe um Robert Uhrig wurde an dessen Wohnhaus in der Kopenhagener Straße 46 mit einer Gedenktafel gedacht. Die am 16. Januar 1976 angebrachte Tafel ist verschwunden.